# گونه‌زایی ناهمجا

گونه‌زایی ناهمجا

گونه‌زایی ناهمجا، گونه‌زایی دگرجا یا گونه‌زایی دگرمیهن (به انگلیسی: Allopatric speciation)، به ظهور یک گونه جدید در اثر اکتساب سازوکار جداسازی مؤثر در جمعیت پایه‌گذار که از نظر جغرافیایی منزوی است می‌گویند.
گونه‌زایی ناهمجا یعنی تکامل موانع تولیدمثلی ژنتیکی بین دو جهت که از لحاظ جغرافیایی توسط یکی مانع خارجی فیزیکی مانند توپوگرافی، آب (یا زمین) یا زیستگاه‌های نامساعد از یکدیگر جدا شده باشند. در گونه‌هایی که انتشار کمی داشته یا شدیداً به زیستگاه خود محدود شده‌اند ممکن است موانع خارجی جمعیت‌ها را در مقیاس میکروجغرافیایی تقسیم کنند. مانند زیستگاه‌های جداگانه‌ای که در یک دریاچه وجود دارد.
آلوپاتری با کاهش شدید جابجایی افراد یا گامت‌های آنها مشخص می‌شود، نه با فاصلهٔ جغرافیایی و موانع خارجی تبادل ژنتیکی را کاهش داده و به صفر نمی‌رساند. دو نوع گونه‌زایی آلوپاتریک وجود دارد که از لحاظ ساختار جمعیت و دینامیک ژنتیکی با یکدیگر اختلاف دارند.
گونه‌زایی vicariont یا vicariance زمانی اتفاق می‌افتد که در جمعیت که دارای انتشار وسیعی هستند با ایجاد یک مانع خارجی انقراض جمعیت‌های وارد شده با مهاجرت به یک ناحیه مجزا تقسیم شوند به عنوان مثال ظهور تنگهٔ پاناما در پلیوسن بسیاری از جانداران آبزی را به دو بخش آرام (پاسیفیک) و کارائیب تقسیم نمود که برخی از آنها تبدیل به گونه‌های مجزایی شدند. به نظر می‌رسد که این نوع گونه‌زایی با گزینش طبیعی و رانش ژن در دو جمعیت همراه باشد و احتمالاً در یکی از جمعیت‌ها بیشتر از دیگری است. نوع دیگری از گونه‌زدایی آلوپاتریک زمانی اتفاق می‌افتد که یک کلنی از یک جمعیت مادری که دارای انتشار وسیعی می‌باشد. اشتقاق پیدا کند. Mayr این نوع گونه‌زایی را Peripatric speciation نامیده‌است. بسیاری از متخصصان ژنتیک جمعیت معتقدند که تغییرهای ژنتیکی ایجادشده در گونه‌زایی vicariant, peripatric شبیه هم می‌باشند. اماTempleton , Carson , Mayr اظهار داشتند که به هنگام تشکیل کلنی و تا زمانی که اندازهٔ جمعیت آن پایین است در اثر رانش ژن تغییرهایی در فرکانس آللی کلنی در بعضی لوکوس‌ها ایجاد می‌شود. این تغییرها سبب می‌شوند تا گزینش طبیعی روی لوکوس‌های دیگر یا ترکیب‌های ژنتیکی که جدیداً با محیط سازگار شده‌اند عمل کند. در این حالت جمعیت یکی اوج تغییر یا Peak shift را متحمل می‌شود که Templeton در سال ۱۹۸۰ آن را تحت عنوان Transilience نامیده‌است. این مدل که تحت عنوان گونه‌زایی اثر پایه‌گذار (founder effect) نیز نامیده می‌شود بسیار قابل بحث است.